# Ganthems socken
Ganthems socken ingick i Gotlands norra härad, ingår sedan 1971 i Gotlands kommun och motsvarar från 2016 Ganthems distrikt.
Socknens areal är 23,32 kvadratkilometer allt land. År 2020 fanns här 98 invånare. Sockenkyrkan Ganthems kyrka ligger i socknen. 

## Administrativ historik
Ganthems socken har medeltida ursprung. Socknen tillhörde Halla ting som i sin tur ingick i Kräklinge setting i Medeltredingen.
Vid kommunreformen 1862 övergick socknens ansvar för de kyrkliga frågorna till Ganthems församling och för de borgerliga frågorna bildades Ganthems landskommun. Landskommunen inkorporerades 1952 i Dalhems landskommun och ingår sedan 1971 i Gotlands kommun. Församlingen uppgick 2006 i Dalhems församling.
1 januari 2016 inrättades distriktet Ganthem, med samma omfattning som församlingen hade 1999/2000.  
Socknen har tillhört samma fögderier och domsagor som Gotlands norra härad. De indelta båtsmännen tillhörde Gotlands första båtsmanskompani.

## Geografi
Ganthems socken ligger inre delen av östra Gotland. Socknen består mest av skogs- och myrmark.
Söder om kyrkan ligger Ganthems källmyr och här växer en rad ovanliga blommor, bl.a. kärrlilja, flugblomster, sumpnycklar, gräsull, storsilkeshår och majviva. En dominerande art i området är axag. Källmyren är en sluttande myr där vatten tränger upp ur marken i källor.

### Gårdsnamn
Annexen, Båtels, Ekebys, Gardese, Godrings, Hartviks, Kumble, Norrbys, Smiss, Tomase, Tule.

## Fornlämningar
En sliprännesten finns vid Godrings. Kända från socknen är från järnåldern gravfält, stensättningar, stensträngar och en fornborg.

## Namnet
Namnet (1300-talet Gantheym) kommer från en gård eller bygd. Förleden innehåller gant(er), gante, 'tok, narr'. Efterleden är hem, 'boplats, gård' eller 'bygd'.

## Befolkningsutveckling
| Befolkningsutvecklingen i Ganthems socken 1750–2020 | Befolkningsutvecklingen i Ganthems socken 1750–2020 | Befolkningsutvecklingen i Ganthems socken 1750–2020 | Befolkningsutvecklingen i Ganthems socken 1750–2020 | Befolkningsutvecklingen i Ganthems socken 1750–2020 |
| --- | --------------------------------------------------- | --------------------------------------------------- | --------------------------------------------------- | --------------------------------------------------- |
| |                                                     |                                                     |                                                     |                                                     |
| År |                                                     |                                                     | Folkmängd                                           |                                                     |
| 1750 | 1750                                                |                                                     | 143                                                 |                                                     |
| 1760 | 1760                                                |                                                     | 139                                                 |                                                     |
| 1769 | 1769                                                |                                                     | 151                                                 |                                                     |
| 1800 | 1800                                                |                                                     | 164                                                 |                                                     |
| 1810 | 1810                                                |                                                     | 188                                                 |                                                     |
| 1820 | 1820                                                |                                                     | 208                                                 |                                                     |
| 1830 | 1830                                                |                                                     | 216                                                 |                                                     |
| 1840 | 1840                                                |                                                     | 218                                                 |                                                     |
| 1850 | 1850                                                |                                                     | 259                                                 |                                                     |
| 1860 | 1860                                                |                                                     | 292                                                 |                                                     |
| 1870 | 1870                                                |                                                     | 324                                                 |                                                     |
| 1880 | 1880                                                |                                                     | 314                                                 |                                                     |
| 1890 | 1890                                                |                                                     | 288                                                 |                                                     |
| 1900 | 1900                                                |                                                     | 292                                                 |                                                     |
| 1910 | 1910                                                |                                                     | 284                                                 |                                                     |
| 1920 | 1920                                                |                                                     | 268                                                 |                                                     |
| 1930 | 1930                                                |                                                     | 280                                                 |                                                     |
| 1940 | 1940                                                |                                                     | 268                                                 |                                                     |
| 1950 | 1950                                                |                                                     | 228                                                 |                                                     |
| 1960 | 1960                                                |                                                     | 186                                                 |                                                     |
| 1970 | 1970                                                |                                                     | 140                                                 |                                                     |
| 1980 | 1980                                                |                                                     | 133                                                 |                                                     |
| 1990 | 1990                                                |                                                     | 129                                                 |                                                     |
| 2000 | 2000                                                |                                                     | 126                                                 |                                                     |
| 2010 | 2010                                                |                                                     | 130                                                 |                                                     |
| 2020 | 2020                                                |                                                     | 98                                                  |                                                     |
| Anm: Källor: Umeå universitet - Tabellverket 1749-1859, Demografiska databasen, CEDAR, Umeå universitet, Befolkningsutvecklingen i Gotlands socknar 2000 - 2010, Folkmängden per distrikt, landskap, landsdel eller riket efter kön. År 2015 - 2022. |                                                     |                                                     |                                                     |                                                     |

### Fotnoter
1. 1 2  Svensk Uppslagsbok andra upplagan 1947–1955: Ganthem socken
2. ↑  ”Folkmängden per distrikt, landskap, landsdel eller riket efter kön. År 2015 - 2022”. Statistikdatabasen. Statistiska centralbyrån. http://www.statistikdatabasen.scb.se/pxweb/sv/ssd/START__BE__BE0101__BE0101A/FolkmangdDistrikt/. Läst 23 april 2023.
3. ↑  Harlén, Hans; Harlén Eivy (2003). Sverige från A till Ö: geografisk-historisk uppslagsbok. Stockholm: Kommentus. Libris 9337075. ISBN 91-7345-139-8
4. ↑  ”Församlingar”. Statistiska centralbyrån. https://www.scb.se/hitta-statistik/regional-statistik-och-kartor/regionala-indelningar/forsamlingar/. Läst 30 december 2022.
5. ↑  Administrativ historik för Ganthem socken (Klicka på församlingsposten). Källa: Nationella arkivdatabasen, Riksarkivet.
6. ↑  Om Gotlands båtsmanskompani
7. 1 2  Sjögren, Otto (1931). Sverige geografisk beskrivning del 2 Östergötlands, Jönköpings, Kronobergs, Kalmar och Gotlands län. Stockholm: Wahlström & Widstrand. Libris 9939
8. 1 2 3  Nationalencyklopedin
9. ↑  Förteckning över slipskåror
10. ↑  Fornlämningar, Statens historiska museum: Ganthems socken
11. ↑  Fornminnesregistret, Riksantikvarieämbetet: Ganthems socken Fornminnen i socknen erhålls på kartan genom att skriva in sockennamn (utan "socken") i "Ange geografiskt område"
12. ↑  Mats Wahlberg, red (2003). Svenskt ortnamnslexikon. Uppsala: Institutet för språk och folkminnen. Libris 8998039. ISBN 91-7229-020-X. https://isof.diva-portal.org/smash/get/diva2:1175717/FULLTEXT02.pdf